# Cyprès de Chine
Cupressus funebris
Espèce
Classification phylogénétique
Statut de conservation UICN

 DD  : Données insuffisantes
Le cyprès de Chine, ou cyprès funèbre, est un arbre du genre Cupressus de la famille des Cupressaceae, originaire de Chine, cultivé comme arbre d'ornement, notamment dans les monastères. Et pousse plutôt dans la moitié Sud de la Chine.
Il mesure de 20 à 35 mètres de haut et comporte un tronc pouvant atteindre deux mètres de diamètre.